# Charlotte de Sauve
Charlotte de Sauve, född 1551, död 30 september 1617, var en fransk adelsdam, hovdam och politisk aktör, mätress till kung Henrik IV av Frankrike. Charlotte de Sauve var hovdam åt Katarina av Medici och räknas som den mest framträdande medlemmen av Katarinas så kallade flygande skvadron, en grupp hovdamer anställda för att genom bland annat sexuella förbindelser agera spioner och informatörer åt Katarina av Medici.

## Biografi
Charlotte de Sauve var dotter till Jacques de Beaune, Baron Semblançay och Viscount de Tours, och Gabrielle de Sade. Hon gifte sig 1569 med baron Simon de Sauve (död 1579) och 1584 med Francois de La Tremoille, markis de Noirmoutier. Hon växte upp vid hovet som fosterbarn till änkedrottning Katarina av Medici och hovdam åt Margareta av Valois.
Efter Margaretas giftermål 1572 blev hon hovdam åt Katarina och den mest framstående medlemmen i dennas så kallade Escadron volant eller Flygande Skvadron: denna hade också en manlig motsvarighet i de så kallade Les Mignons. Hon deltog bland annat i en fest arrangerad av Katarina 1577, där dennas hovdamer agerade toplesservitriser åt de manliga gästerna.
Charlotte de Sauve beskrivs som vacker och omoralisk och ska tidigt ha varit insatt i allt som fanns att veta om politik. Hon fick 1572 i uppdrag att vinna Henrik av Navarras förtroende genom att inleda ett förhållande med honom och därefter fungera som Katarinas spion och meddela henna allt av politiskt värde, ett uppdrag hon också fullgjorde. År 1588 rapporterades hon ha en förbindelse med Henrik I av Guise.
Charlotte de Sauve nämns sista gången under Henrik IV:s skilsmässoförhandlingar år 1599, när hon bekräftade att Katarina av Medici hade tvingat Margareta av Valois att gifta sig med Henrik mot sin vilja, något som gjorde äktenskapet ogiltigt.